# Neritidae

Conchas do Neritidae Vittina waigiensis (Lesson, 1831), espécimes com grande variação de cor. A mesma variabilidade de coloração ocorre em espécies de Neritina Lamarck, 1816.

Neritidae (nomeadas, em inglês, nerite -sing. e, em castelhano, nerita -sing.) é uma família de moluscos gastrópodes marinhos, litorâneos, classificada por Constantine Samuel Rafinesque, em 1815 (na obra Analyse de la nature ou Tableau de l'univers et des corps organisés), e pertencente à subclasse Neritimorpha. Sua distribuição geográfica abrange principalmente os oceanos tropicais da Terra, ocupando habitat similar ao dos caramujos Littorinidae, incluindo estuários, mangues e rochas na zona entremarés; com os gêneros Clithon, Clypeolum, Neripteron, Neritina, Puperita, Septaria, Theodoxus e Vittina em água doce e principalmente salobra. Eles podem armazenar água dentro de suas conchas e, portanto, são capazes de resistir a períodos sem umidade, com a ajuda de um opérculo calcário; podendo, assim, habitar o ponto máximo da faixa de marés.

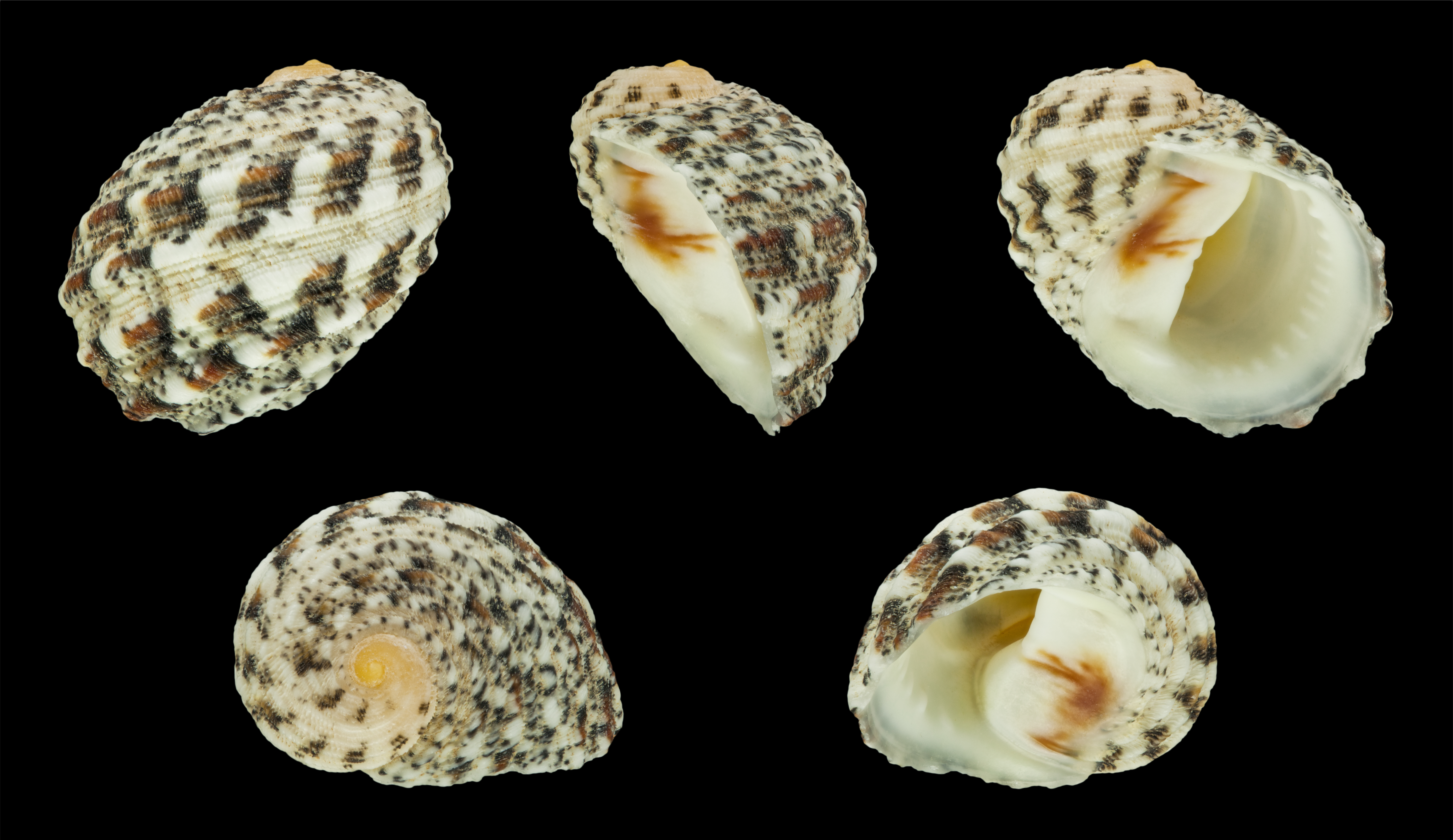
Cinco vistas da concha de Nerita signata Lamarck, 1822[12], da zona entremarés do Indo-Pacífico[1]; espécime das Filipinas.

## Descrição
Compreende espécies herbívoras com animais de uma só brânquia; de conchas sem madrepérola ou umbílico, esféricas ou semiesféricas de base chata; pequenas - em sua maioria com menos de 5 centímetros - e com sua espiral baixa ou moderadamente elevada; formadas por poucas voltas que se prolongam até um lábio externo circular, frequentemente engrossado, por vezes expandido (em Clypeolum), e com uma abertura em forma de semicírculo, com margem geralmente denticulada, podendo ter dentes em sua columela em forma de placa lisa, pustulosa ou plicada. Geralmente as espécies marinhas (como Nerita) apresentam conchas duras, muitas com relevo de cordões ou estrias espirais, enquanto espécies de estuários (como Neritina) apresentam conchas mais frágeis, lisas, brilhantes e variavelmente coloridas. Algumas espécies de Theodoxus e Clithon apresentam projeções alongadas, partindo de suas conchas.

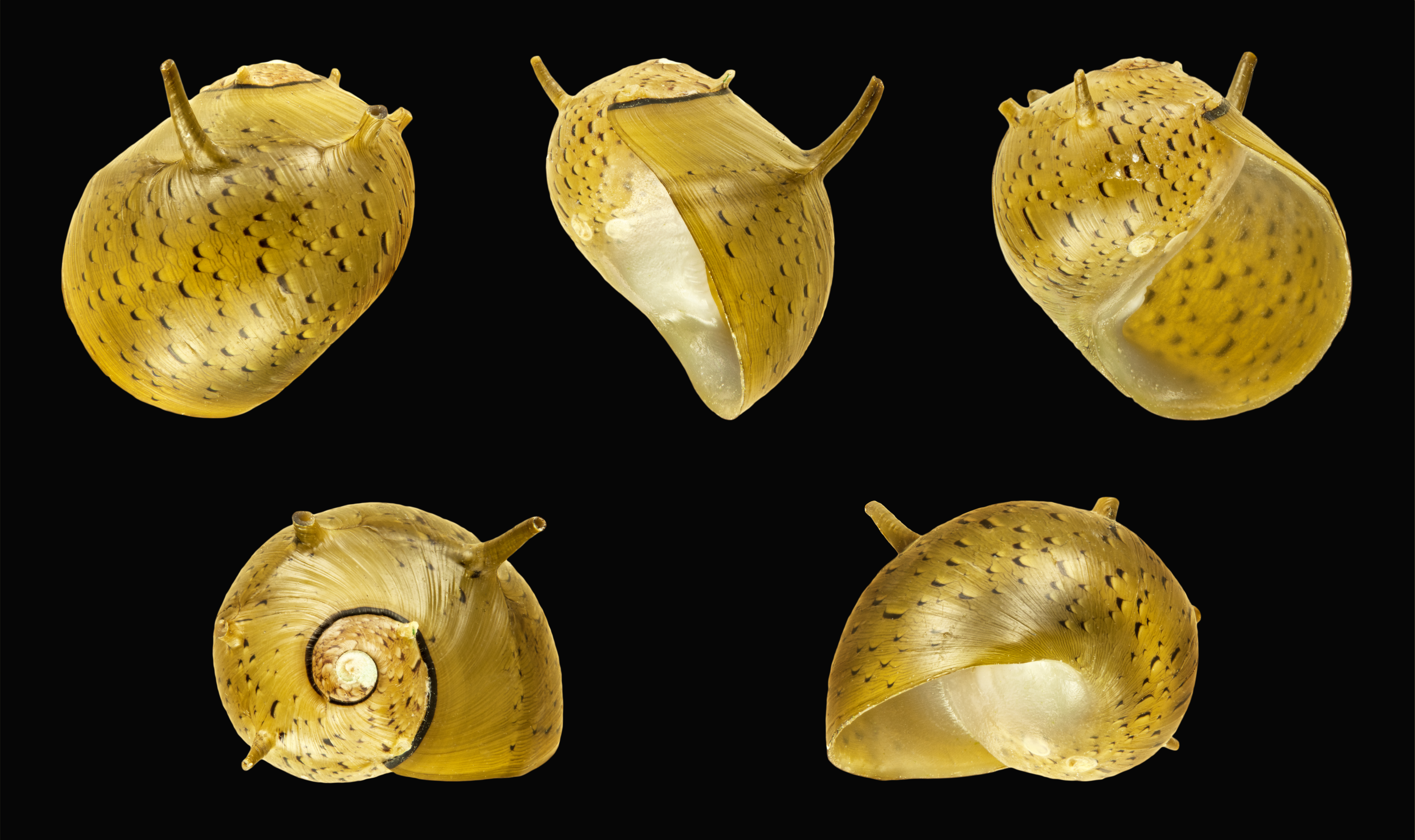
Cinco vistas da concha de Clithon diadema (Récluz, 1841), encontrada no oceano Pacífico, em Samoa.

## Classificação deNeritidae: subfamílias e gêneros viventes

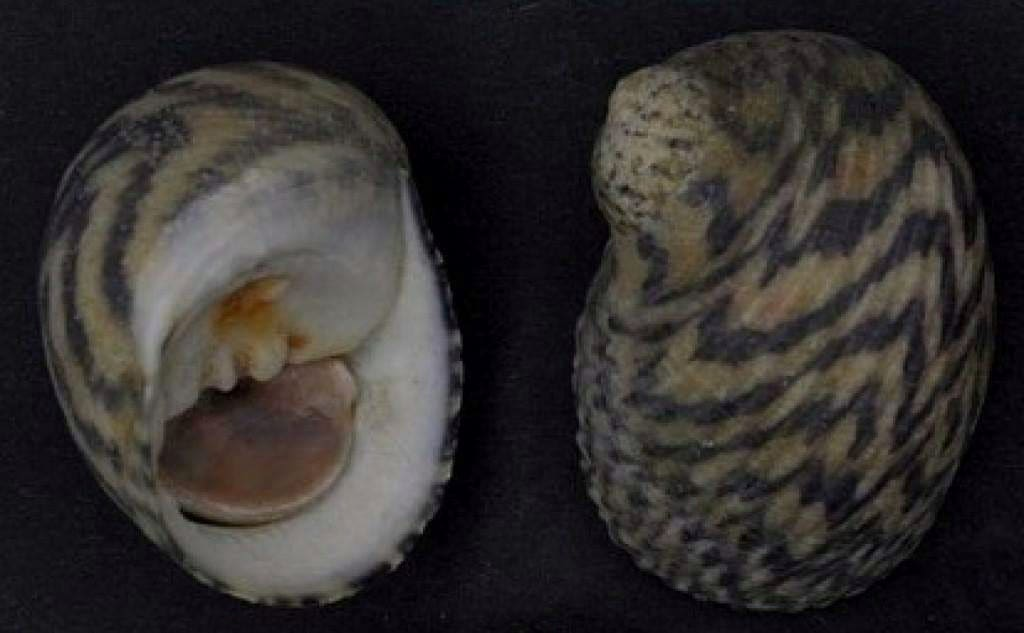
Nerita peloronta Linnaeus, 1758, encontrada no sul da Flórida, Bermudas e Antilhas; onde foi coletado este espécime do Museu de História Natural de Leiden. A mancha em sua columela a fez ser denominada bleeding tooth, em inglês.

De acordo com o World Register of Marine Species, suprimidos os sinônimos e gêneros extintos.
Subfamília Neritinae Rafinesque, 1815
Mienerita Dekker, 2000
Nerita Linnaeus, 1758
Subfamília Neritininae Poey, 1852
Clithon Montfort, 1810
Clypeolum Récluz, 1842
Fluvinerita Pilsbry, 1932
Nereina de Cristofori & Jan, 1832
Neripteron Lesson, 1831
Neritina Lamarck, 1816
Neritodryas von Martens, 1869
Neritona Martens, 1869
Puperita Gray, 1857
Septaria Férussac, 1807
Theodoxus Montfort, 1810
Vitta Mörch, 1852
Vittina H. B. Baker, 1924
Subfamília Smaragdiinae H. B. Baker, 1923
Smaragdia Issel, 1869
- Nerita peloronta Linnaeus, 1758, encontrada no sul da Flórida, Bermudas e Antilhas; onde foi coletado este espécime do Museu de História Natural de Leiden. A mancha em sua columela a fez ser denominada bleeding tooth, em inglês.[1]